# NGC 6615
NGC 6615 ist eine linsenförmige Galaxie vom Hubble-Typ SB0/a im Sternbild Schlangenträger auf dem Himmelsäquator. Sie ist schätzungsweise 127 Millionen Lichtjahre von der Milchstraße entfernt und hat einen Durchmesser von etwa 45.000 Lj.
Das Objekt wurde am 9. Juli 1863 von Albert Marth entdeckt.